# Lars Peter Glas
Lars Peter Glas, även Lars Petter Glas, född den 30 mars 1816 i Umeå, död den 20 december 1879, var affärsman, redare och industrialist i Umeå. Han ägde och drev det vattendrivna sågverket i Norrfors, men sålde detta 1849.
När rederiverksamheten i Umeå nådde sin höjdpunkt på 1870-talet var Lars Peter Glas stadens främste handelsman och redare näst efter rådman A.F. Scharin. Han ägde och drev ett av de tre skeppsvarven på Teg, Oscarsvarvet, som uppkallats efter kung Oscar I.
År 1860 stod Lars Peter Glas i spetsen för det tremannabolag som anlade Sandviks ångsåg, en av de allra första ångsågarna i länet. År 1877 köpte han även Sävar bruk, vars stora skogsegendomar vid Sävarån efter nedläggningen av vattensågen i Sävar började förädlades i Sandvik.
Lars Peter Glas tilldelades Vasaorden och var vice konsul för Nederländerna och Danmark. Han hade en egendom Öst på stan i anslutning till länsresidenset, kallad Elfsbacka.
Lars Peter Glas var bror till Olof Glas. Hans svärmor var född Forssell.